# Cadrema breviarista
Cadrema breviarista är en tvåvingeart som beskrevs av Nartshuk 2002. Cadrema breviarista ingår i släktet Cadrema och familjen fritflugor. Inga underarter finns listade i Catalogue of Life.